# Jáchym Novohradský z Kolovrat
Jáchym Novohradský z Kolovrat (1530? – 17. ledna 1600) byl český šlechtic z novohradské větve rodu Kolovratů. Roku 1578 se stal karlštejnským purkrabím, mimo to byl též prezidentem české komory a c. k. komořím a tajným radou.

## Život
Jáchym Novohradský se narodil jako prvorozený syn Hynka Novohradského z Kolovrat a jeho třetí manželky Kateřiny, rozené z Lobkovic. Přesné datum narození se nedochovalo, ale bývá uváděn rok 1530. Měl tři sourozence: bratry Zdeňka a Jana Ludvíka a sestru Annu. Byl vychováván jako protestant, pravděpodobně okolo roku 1567 ale přestoupil a stal se katolíkem. Po své konverzi se snažil též o převedení svých poddaných v Košátkách ke katolicismu, především pomocí jezuitů. Přesto si ho apoštolský nuncius u císařského dvora Cesare Speciano (Speziano), který působil v Praze v letech 1592–1597, příliš neoblíbil.
První politické kroky začal podnikat již za císaře Maxmiliána II., až za vlády jeho syna Rudolfa se ale stal komořím a později roku 1575 i tajným radou. Roku 1575 byl poprvé jmenován i prezidentem české komory a to na dva roky. Funkci získal ještě jednou, ale zdroje se liší v roku nástupu: Ottův slovník naučný uvádí rok 1593, zatímco Vlastimil Borůvka v Genealogii rodu pánů z Kolovrat uvádí již rok 1591. Česká komora se v té době starala o finance a zodpovídala se přímo císaři. Díky nové funkci si Jáchym Novohradský polepšil i finančně, avšak důležitou část jeho zdrojů tvořily i četné půjčky císaři, za které získával zástavou velká i menší panství, například Loket nebo Chomutov.
Roku 1578 se stal karlštejnským purkrabím. Za jeho úřadování na hradě došlo k renesanční přestavbě, která se týkala především Velké věže a budovy purkrabství, která byla v té době nejvíce využívána. Provedením rozsáhlých oprav byl pověřen Oldřich Avostallis de Sala a rekonstrukce byla dokončeny roku 1597. Její součástí byl například i nový oltář v kapli svatého Mikuláše, oprava hradeb nebo přestavba kostela blahoslavené Marie.
21. října roku 1597 byl zastřelen David Rýdl z Neyenperku, následně byl z jeho vraždy obviněn Jáchym Novohradský. Oznámení na něj podal bratr Davida Mikuláš Rýdl, který uvedl, že si Jáchym měl najmout vrahy na něj, ti si ale bratry popletli a místo Mikuláše zavraždili Davida. Právě kvůli tomuto obvinění musel Novohradský skončit v pozici prezidenta české komory. Nakonec byli dva vrazi dopadeni a po prvním vyslýchání a mučení prohlásili, že si je najal Jáchym Novohradský. Podruhé ale svoji výpověď změnili: vraždu Rýdla si přál měšťan Bazin. Následně byli popraveni, ale Mikuláš Rýdl si byl stále jistý, že za vraždou jeho bratra stojí Novohradský. Celý spor se protáhl na několik let, ještě roku 1598 si Mikuláš stěžoval, že si je jistý, že se jej Kolovrat snaží znovu nechat zavraždit. Jáchym Novohradský z Kolovrat se ale konce soudu nedožil: zemřel 17. ledna 1600 a následně byl pochován v kostele svatého Václava ve Staré Boleslavi. Pohřeb proběhl 28. února.

## Manželství a potomci
Roku 1557 se oženil s vdovou Annou Bezdružickou z Kolovrat, která byla jeho vzdálenou příbuznou. Jejím věnem byla obec Košátky, kterou zpočátku spravovala sama a později ji celou přenechala manželovi. Po smrti své sestry Kateřiny navíc Anna získala i půlku Buštěhradu. Zemřela roku 1590. Páru se narodily dvě děti: syn Jan a dcera Kateřina. Jan se stal, stejně jako jeho otec, c. k. komořím a tajným radou, navíc byl i hejtmanem slánského kraje. Oženil se s Alžbětou Berkovou z Dubé a Lipé (též uváděna jako Eliška) a měl potomky. Jáchymova dcera Kateřina se roku 1578 vdala za Viléma staršího z Oppersdorfu, se kterým neměla žádné děti.